# Bernhardin Samson
Bernhardin Samson (lebte im 16. Jahrhundert, genaue Geburts- und Sterbedaten sind nicht bekannt) war Franziskaner und in der Schweiz bekannt als Ablassprediger.

## Lebensdaten
Am 15. November 1517 bekam Samson durch ein päpstliches Breve den Auftrag, für den Bau des Petersdoms in Rom in der Schweiz zu predigen. Im Jahr 1518 reiste er über das Tessin in die Schweiz und gelangte über die Innerschweiz nach Bern, Freiburg und Solothurn. Im Jahr 1519 gelangte er in die Region des damaligen Bistums Konstanz.
Dabei hatte er wegen des Inhalts seiner Predigten Gegner in dem Generalvikar des Bistums Konstanz Johannes Fabri und dem späteren Reformator Ulrich Zwingli. Nachdem die Tagsatzung beim Papst Leo X. ihre Einwände gegen Samson vorgetragen hatte, wurde er am 30. April 1519 nach Rom zurückgerufen. Von da an verschwindet er aus der Geschichte.